# Ruder-Weltmeisterschaften 2007

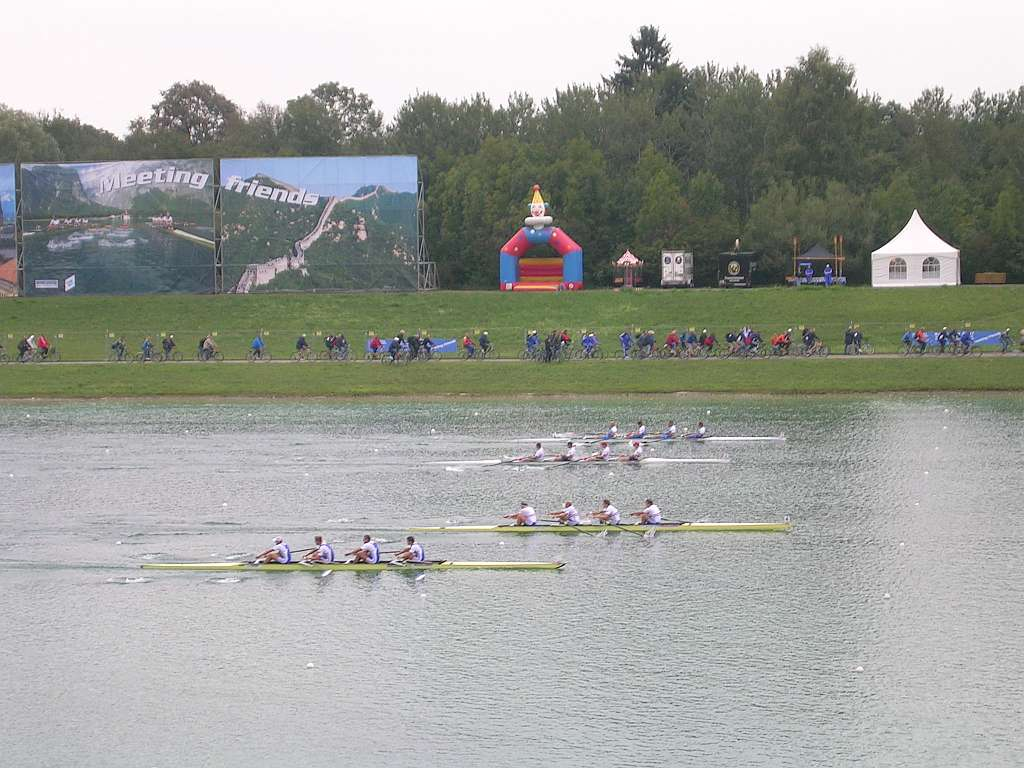
Impression von der Regattastrecke

Die Ruder-Weltmeisterschaften 2007 fanden vom 26. August bis 2. September 2007 auf der Olympia-Regattastrecke von 1972 in Oberschleißheim bei München statt. Die Regatta wurde vom Deutschen Ruderverband ausgerichtet, Veranstalter war der Weltruderverband (FISA).
Insgesamt traten 1285 Sportler aus 68 Nationen an. In den olympischen Bootsklassen diente die Veranstaltung der Qualifikation für die Olympischen Spiele in Peking.

## Ergebnisse

### Männer
| Bootsklasse                                  | Gold | Gold    | Silber | Silber  | Bronze | Bronze  |
| -------------------------------------------- | --- | ------- | --- | ------- | --- | ------- |
| Einer (M1x)                                  | Neuseeland Mahé Drysdale | 6:45,67 | Tschechien Ondřej Synek | 6:46,48 | Norwegen Olaf Tufte | 6:47,58 |
| Doppelzweier (M2x)                           | Slowenien Luka Špik Iztok Čop | 6:16,65 | Frankreich Jean-Baptiste Macquet Adrien Hardy | 6:16,93 | Estland Tõnu Endrekson Jüri Jaanson | 6:18,32 |
| Doppelvierer (M4x)                           | Polen Konrad Wasielewski Marek Kolbowicz Michał Jeliński Adam Korol | 5:49,42 | Frankreich Jean-David Bernard Cédric Berrest Jonathan Coeffic Julien Bahain                                                                                               | 5:50,95 | Deutschland René Bertram Karsten Brodowski Hans Gruhne Robert Sens                                                                                            | 5:52,40 |
| Zweier ohne Steuermann (M2-)                 | Australien Drew Ginn Duncan Free | 6:24,89 | Neuseeland Nathan Twaddle George Bridgewater | 6:30,19 | Vereinigtes Königreich Colin Smith Matthew Langridge | 6:31,06 |
| Zweier mit Steuermann (M2+)                  | Polen Dawid Pacześ Łukasz Kardas Daniel Trojanowski (Stm.) | 7:00,10 | Italien Francesco Gabriele Valerio Massimo Gianluca Barattolo (Stm.) | 7:02,94 | Kanada Kristopher McDaniel Derek O’Farrell Brian Price (Stm.)                                                                                                 | 7:03,79 |
| Vierer ohne Steuermann (M4-)                 | Neuseeland Carl Meyer James Dallinger Eric Murray Hamish Bond | 5:54,24 | Italien Carlo Mornati Alessio Sartori Niccolò Mornati Lorenzo Carboncini                                                                                                  | 5:55,15 | Niederlande Geert Cirkel Matthijs Vellenga Jan-Willem Gabriëls Gijs Vermeulen                                                                                 | 5:55,49 |
| Vierer mit Steuermann (M4+)                  | Vereinigte Staaten Matt Deakin Daniel Beery Samuel Burns Christopher Liwski Edmund Del Guercio (Stm.)                                                                  | 6:10,36 | Serbien Marko Marjanović Jovan Popović Goran Jagar Nikola Stojić Saša Mimić (Stm.)                                                                                        | 6:11,17 | Deutschland Florian Mennigen Stephan Koltzk Philipp Naruhn Matthias Flach Martin Sauer (Stm.)                                                                 | 6:12,49 |
| Achter (M8+)                                 | Kanada Kevin Light Ben Rutledge Andrew Byrnes Jake Wetzel Malcolm Howard Dominic Seiterle Adam Kreek Kyle Hamilton Brian Price (Stm.)                                  | 5:34,92 | Deutschland Jörg Dießner Florian Eichner Ulf Siemes Jan Tebrügge Sebastian Schulte Thorsten Engelmann Philipp Stüer Bernd Heidicker Peter Thiede (Stm.)                   | 5:37,19 | Vereinigtes Königreich Tom James Tom Stallard Tom Lucy Tom Solesbury Josh West Richard Egington Robin Bourne-Taylor Alastair Heathcote Acer Nethercott (Stm.) | 5:37,95 |
| Leichtgewichts-Einer (LM1x)                  | Neuseeland Duncan Grant | 6:53,89 | Italien Lorenzo Bertini | 6:57,43 | Niederlande Jaap Schouten | 6:58,81 |
| Leichtgewichts-Doppelzweier (LM2x)           | Dänemark Mads Rasmussen Rasmus Quist | 6:24,21 | Griechenland Dimitrios Mougios Vasileios Polymeros | 6:25,89 | Vereinigtes Königreich Zac Purchase Mark Hunter | 6:26,92 |
| Leichtgewichts-Doppelvierer (LM4x)           | Italien Leonardo Pettinari Daniele Gilardoni Luca Moncada Daniele Danesin                                                                                              | 6:01,70 | Frankreich Rémi Di Girolamo Pierre-Étienne Pollez Maxime Goisset Fabien Dufour                                                                                            | 6:02,94 | Vereinigtes Königreich Simon Jones Rob Williams Chris Bartley Dave Currie                                                                                     | 6:03,83 |
| Leichtgewichts-Zweier ohne Steuermann (LM2-) | Italien Andrea Caianiello Armando Dell’Aquila | 6:38,00 | Deutschland Jochen Kühner Martin Kühner | 6:39,43 | Australien Ross Brown Michael McBryde | 6:42,05 |
| Leichtgewichts-Vierer ohne Steuermann (LM4-) | Vereinigtes Königreich Richard Chambers James Lindsay-Fynn Paul Mattick James Clarke                                                                                   | 6:16,21 | Frankreich Franck Solforosi Jeremy Pouge Jean-Christophe Bette Fabien Tilliet                                                                                             | 6:17,43 | Italien Jiri Vlcek Catello Amarante Salvatore Amitrano Bruno Mascarenhas                                                                                      | 6:17,49 |
| Leichtgewichts-Achter (LM8+)                 | Niederlande Tom van den Broek Pieter Bottema Wolter Blankert Dennis Beemsterboer Maarten Tromp Arnoud Greidanus Alwin Snijders Marshall Godschalk Peter Wiersum (Stm.) | 5:42,06 | Deutschland Matthias Schömann-Finck Jost Schömann-Finck Martin Rückbrodt Ole Rückbrodt Björn Steinfurth Matthias Veit Lutz Ackermann Joel El-Qalqili Felix Erdmann (Stm.) | 5:44,52 | Italien Luigi Scala Giorgio Tuccinardi Livio La Padula Salvatore Di Somma Michele Savrie Dario Cerasola Nicola Moriconi Fabrizio Gabriele Andrea Lenzi (Stm.) | 5:46,33 |

### Frauen
| Bootsklasse                        | Gold | Gold    | Silber | Silber  | Bronze | Bronze    |
| ---------------------------------- | --- | ------- | --- | ------- | --- | --------- |
| Einer (W1x)                        | Belarus Kazjaryna Karsten | 7:26,52 | Bulgarien Rumjana Nejkowa | 7:27,91 | Vereinigte Staaten Michelle Guerette | 7:28,48   |
| Doppelzweier (W2x)                 | Volksrepublik China Tian Liang Li Qin |         | Neuseeland Georgina Evers-Swindell Caroline Evers-Swindell |         | Vereinigtes Königreich Elise Laverick Anna Watkins |           |
| Doppelvierer (W4x)                 | Vereinigtes Königreich Annabel Vernon Debbie Flood Frances Houghton Katherine Grainger                                                                     | 6:30,81 | Deutschland Kathrin Boron Manuela Lutze Britta Oppelt Stephanie Schiller | 6:32,02 | Volksrepublik China Tang Bin Xi Aihua Jin Ziwei Feng Guixin | 6:33,91   |
| Zweier ohne Steuerfrau (W2-)       | Belarus Julija Bitschyk Natallja Helach | 7:06,56 | Deutschland Nicole Zimmermann Elke Hipler | 7:07,99 | Rumänien Georgeta Damian-Andrunache Viorica Susanu | 7:08,87   |
| Vierer ohne Steuerfrau (W4-)       | Vereinigte Staaten Portia McGee Erin Cafaro Rachel Jeffers Megan Dirkmaat                                                                                  | 6:37,94 | Deutschland Nina Wengert Nadine Schmutzler Kerstin Naumann Silke Günther | 6:40,36 | Australien Phoebe Stanley Katelyn Gray Emily Martin Victoria Roberts                                                                                                   | 6:43,03   |
| Achter (W8+)                       | Vereinigte Staaten Brett Sickler Lindsay Shoop Anna Goodale Samantha Magee Anna Mickelson Zsuzsanna Francia Caroline Lind Caryn Davies Mary Whipple (Stf.) | 6:17,20 | Rumänien Rodica Șerban Viorica Susanu Simona Mușat-Strimbeschi Ana Maria Apachitei Aurica Bărăscu Ioana Papuc Georgeta Damian-Andrunache Doina Ignat Elena Georgescu-Nedelcu (Stf.) | 6:18,33 | Vereinigtes Königreich Carla Ashford Baz Moffat Alice Freeman Louisa Reeve Natasha Howard Alison Knowles Katie Solesbury-Greves Jessica Eddie Caroline O’Connor (Stf.) | 6:19,66   |
| Leichtgewichts-Einer (LW1x)        | Niederlande Marit van Eupen | 7:38,02 | Vereinigte Staaten Jennifer Goldsack | 7:39,59 | Kanada Melanie Kok | 7:45,24   |
| Leichtgewichts-Doppelzweier (LW2x) | Australien Amber Halliday Marguerite Houston | 7:07,18 | Finnland Sanna Stén Minna Nieminen | 7:07,41 | Dänemark Katrin Olsen Juliane Rasmussen Deutschland Berit Carow Marie-Louise Dräger                                                                                    | 7:08,97 1 |
| Leichtgewichts-Doppelvierer (LW4x) | Australien Bronwen Watson Miranda Bennett Alice McNamara Tara Kelly                                                                                        | 6:35,79 | Vereinigtes Königreich Sophie Hosking Laura Greenhalgh Mathilde Pauls Jane Hall | 6:38,78 | Volksrepublik China Liu Jing Jia Jing Yu Hua Yan Shimin | 6:40,32   |

1 – Beide Mannschaften erreichten gleichzeitig das Ziel. Selbst das Zielfoto konnte nicht entscheiden, welches Boot vorne lag. So entschied man sich, beiden Leichtgewichts-Doppelzweiern die Medaille anzuerkennen.

### Pararudern
| Bootsklasse                                 | Gold                                                                                   | Gold    | Silber                                                                                               | Silber  | Bronze                                                                                  | Bronze  |
| ------------------------------------------- | -------------------------------------------------------------------------------------- | ------- | --- | ------- | --------------------------------------------------------------------------------------- | ------- |
| AS-Einer, Männer (ASM1x)                    | Vereinigtes Königreich Tom Aggar                                                       | 5:13,13 | Australien Dominic Monypenny                                                                         | 5:14,72 | Israel Eli Nawi                                                                         | 5:15,04 |
| AS-Einer, Frauen (ASW1x)                    | Brasilien Claudia Santos                                                               | 5:57,58 | Belarus Ljudmila Wautschok                                                                           | 5:58,57 | Polen Martyna Snopek                                                                    | 6:08,54 |
| TA-Doppelzweier, Mixed (TAMix2x)            | Brasilien Lucas Pagani Josiane Lima                                                    | 4:10,69 | Australien John Maclean Kathryn Ross                                                                 | 4:13,24 | Polen Piotr Majka Jolanta Pawlak                                                        | 4:16,74 |
| LTA-Vierer mit Steuermann, Mixed (LTAMix4+) | Deutschland Kathrin Wolff Marcus Klemp Michael Sauer Susanne Lackner Arne Maury (Stm.) | 3:34,99 | Vereinigtes Königreich Vicki Hansford Alan Crowther Alastair McKean Naomi Riches Alan Sherman (Stm.) | 3:36,19 | Kanada Anthony Theriault Scott Rand Meghan Montgomery Victoria Nolan Laura Comeau (Stm) | 3:37,19 |

## Medaillenspiegel

### Männer und Frauen
| Platz | Land                   | Gold | Silber | Bronze | Gesamt |
| ----- | ---------------------- | ---- | ------ | ------ | ------ |
| 01    | Neuseeland             | 3    | 2      |        | 5      |
| 02    | Vereinigte Staaten     | 3    | 1      | 1      | 5      |
| 03    | Australien             | 3    |        | 2      | 5      |
| 04    | Italien                | 2    | 3      | 2      | 7      |
| 05    | Vereinigtes Königreich | 2    | 1      | 6      | 9      |
| 06    | Niederlande            | 2    |        | 2      | 4      |
| 07    | Polen                  | 2    |        |        | 2      |
| 07    | Belarus                | 2    |        |        | 2      |
| 08    | Volksrepublik China    | 1    |        | 2      | 3      |
| 08    | Kanada                 | 1    |        | 2      | 3      |
| 09    | Dänemark               | 1    |        | 1      | 2      |
| 10    | Slowenien              | 1    |        |        | 1      |
| 11    | Deutschland            |      | 6      | 3      | 9      |
| 12    | Frankreich             |      | 4      |        | 4      |
| 13    | Rumänien               |      | 1      | 1      | 2      |
| 14    | Bulgarien              |      | 1      |        | 1      |
| 14    | Finnland               |      | 1      |        | 1      |
| 14    | Griechenland           |      | 1      |        | 1      |
| 14    | Serbien                |      | 1      |        | 1      |
| 14    | Tschechien             |      | 1      |        | 1      |
| 15    | Estland                |      |        | 1      | 1      |
| 15    | Norwegen               |      |        | 1      | 1      |
| Summe | Summe                  | 23   | 23     | 24     | 70     |

### Pararudern
| Platz | Land                   | Gold | Silber | Bronze | Gesamt |
| ----- | ---------------------- | ---- | ------ | ------ | ------ |
| 1     | Brasilien              | 2    |        |        | 2      |
| 2     | Vereinigtes Königreich | 1    | 1      |        | 2      |
| 3     | Deutschland            | 1    |        |        | 1      |
| 4     | Australien             |      | 2      |        | 2      |
| 5     | Belarus                |      | 1      |        | 1      |
| 6     | Polen                  |      |        | 2      | 2      |
| 7     | Israel                 |      |        | 1      | 1      |
| 7     | Kanada                 |      |        | 1      | 1      |
| Summe | Summe                  | 4    | 4      | 4      | 12     |